# Collegio del Cambio
Le Collegio del Cambio  est la partie  du Palazzo dei Priori, le palais de la commune de la ville de Pérouse (région de l'Ombrie en Italie), réservée au siège de l'Arte del Cambio.

## Historique

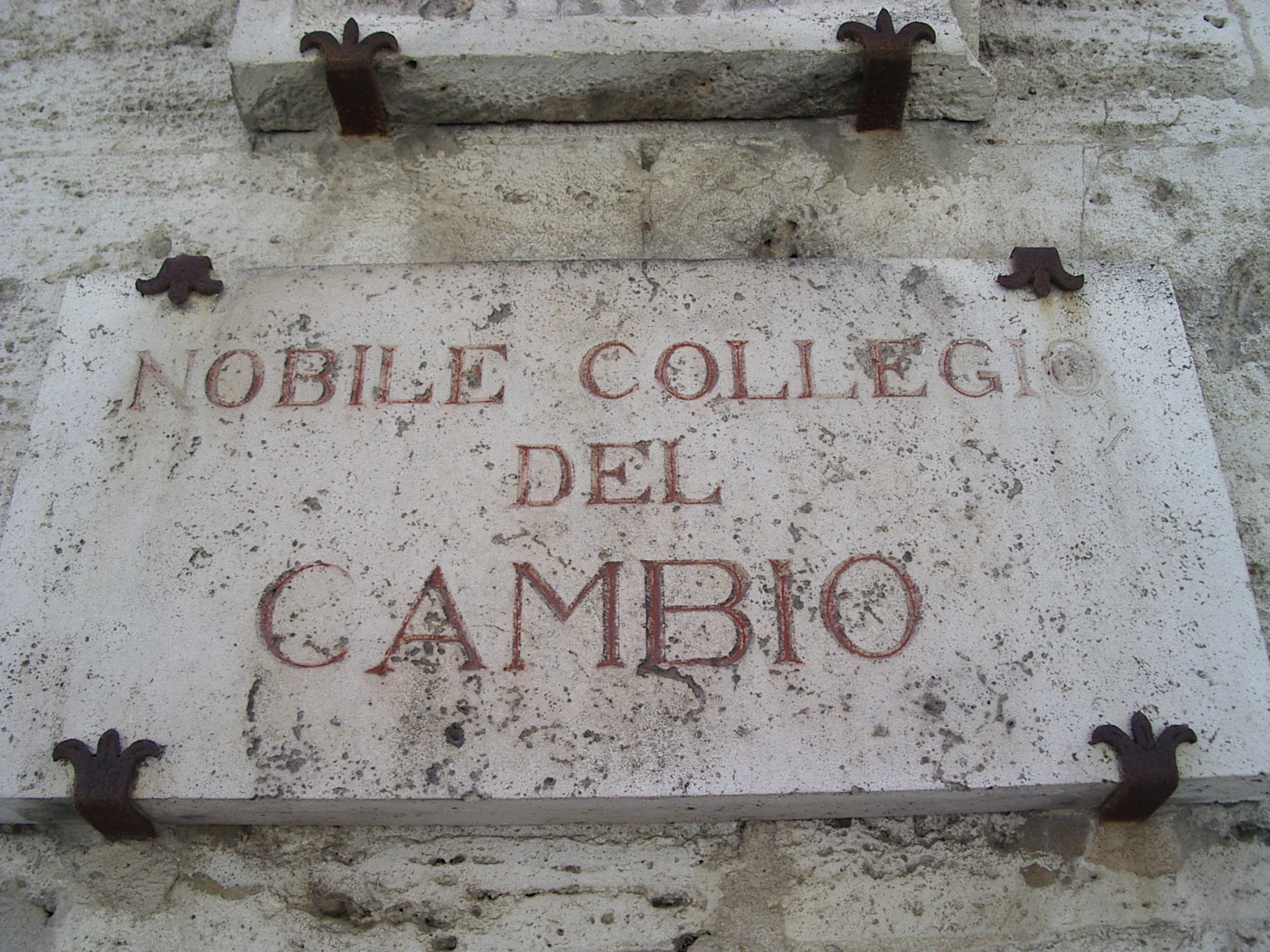
Plaque indicative.

Avec l’arte della Mercanzia, l'arte dei Cambiari (« des banquiers » ou « des changeurs de monnaie ») était une des corporations les plus importantes de Pérouse.
L'Arte del Cambio avait reçu l'autorisation de s'établir dans des locaux à l'extrémité du palazzo dei Priori à partir 1452. Jusqu'en 1457 eurent lieu les travaux d'architecture et de destination des pièces.

## Description
On accède au Collegio par un portail en bois sculpté datant de 1505. La première salle  est la Sala dei Legisti, qui comprend de grands bancs et des parois en bois marquetés de Giampietro Zuccari exécutés entre 1615 et  1621. 
On accède ensuite à la Sala dell’Udienza, considéré comme l'espace profane le plus beau et le mieux conservé  du Quattrocento. 
L’ameublement en bois de Domenico del Tasso et d'Antonio da Mercatello a été réalisé entre 1490 et 1493 et les fresques du Pérugin qui recouvrent les murs et les voûtes datent de 1496-1500. Le programme pictural est de l'humaniste Francesco Maturanzio, professeur du Studium Perusinum.
Dans une niche de la paroi de droite se trouve une sculpture, allégorie de la Justice, attribuée à Benedetto da Maiano.
Dans l'angle droit se trouve l'accès à Cappella di San Giovanni Battista, restructurée au XVIe siècle qui a été décorée à fresque pour la voûte en 1511 et les parois en 1528-1529 par Giannicola di Paolo, un élève du Pérugin.

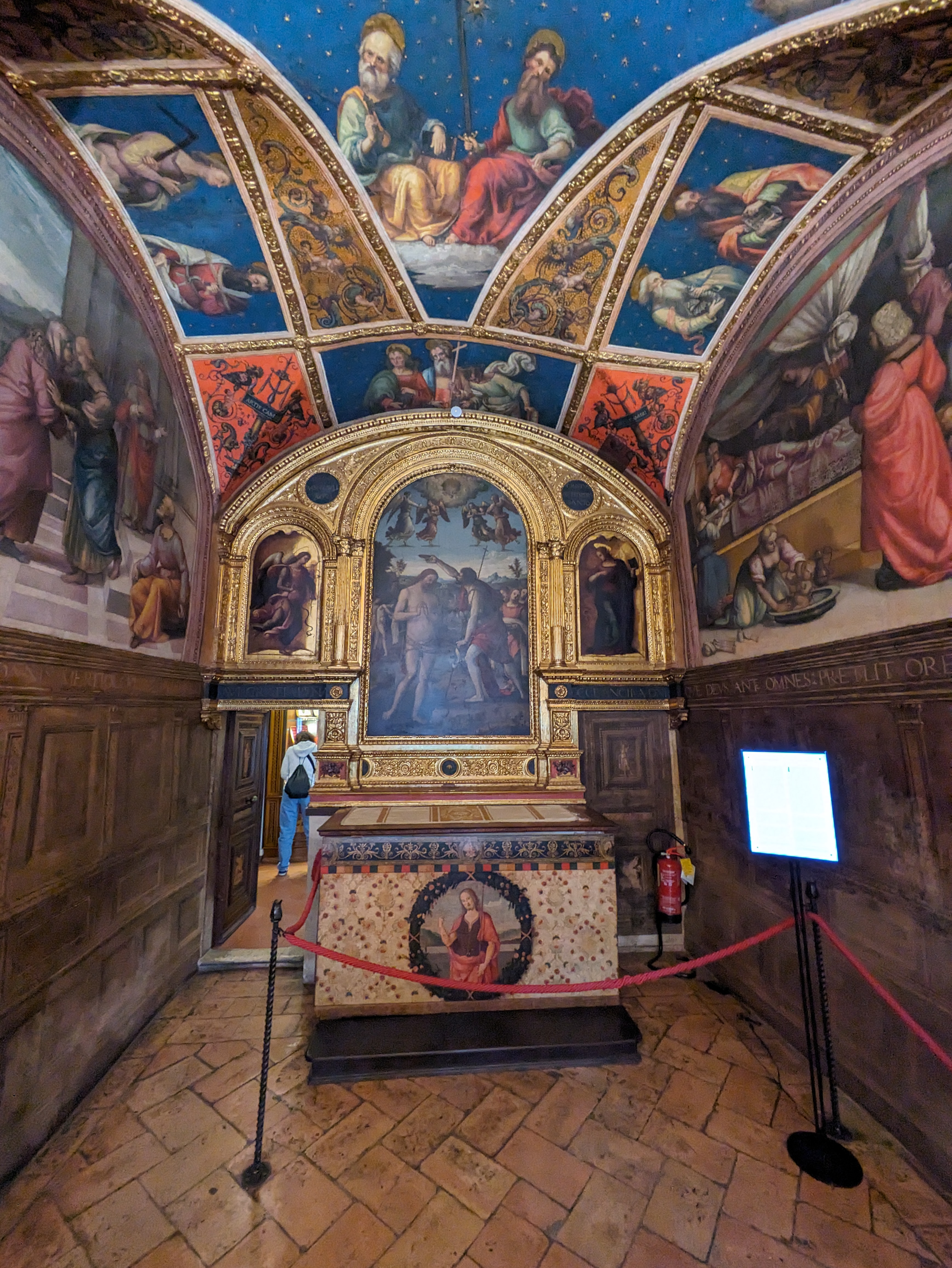
La chapelle Saint-Jean-Baptiste.
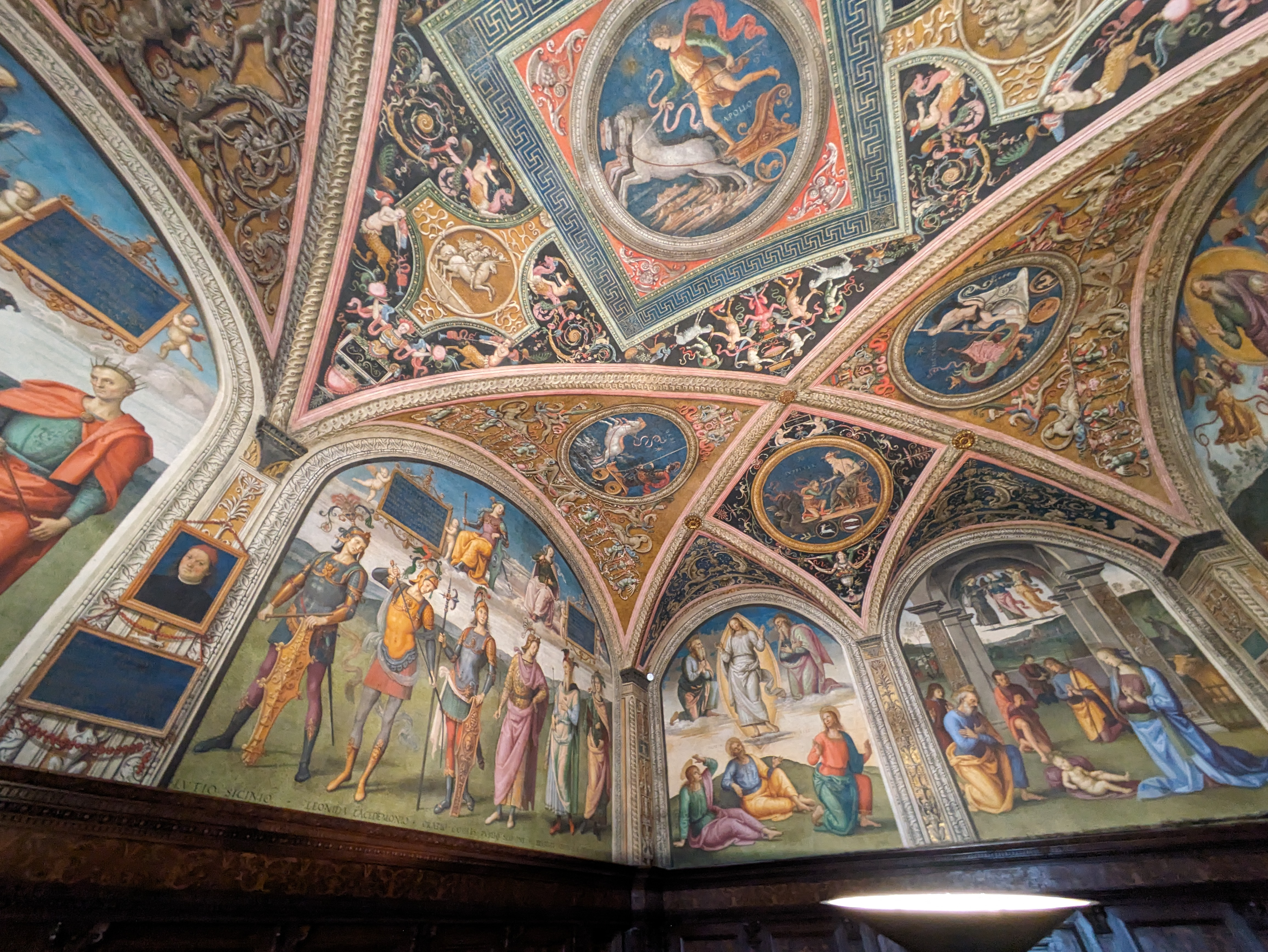
Fresques du Pérugin de la salle d'audience.
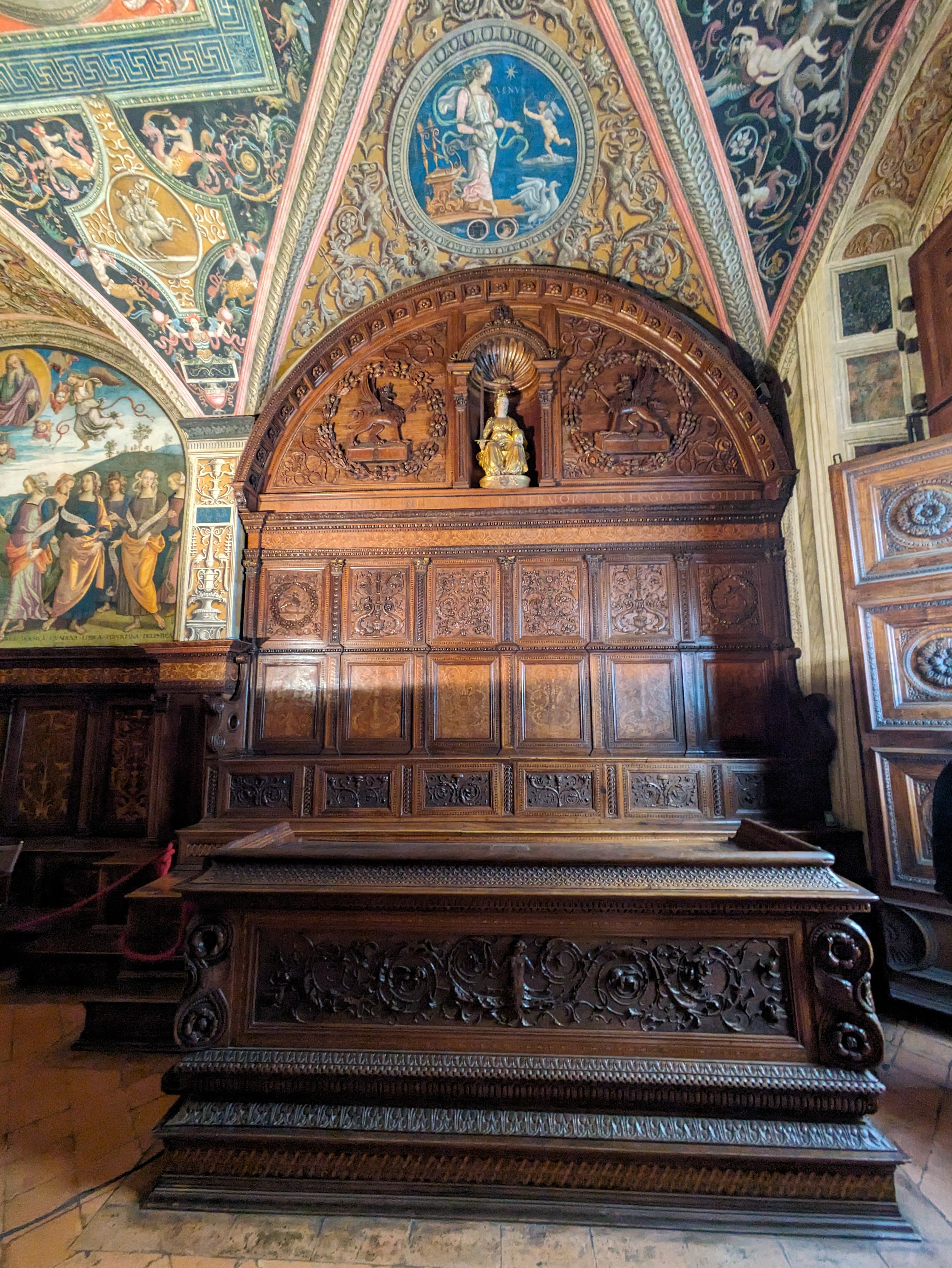
Siège monumental en bois destiné aux présidents des assemblées, salle d'audience.